# 三官庙 (什刹海)
三官庙是位于中国北京市西城区西海北沿29号的一座道观。

## 历史
三官庙位于什刹海西海北沿29号。始建于清朝，中华民国时期重修。该庙主祀三官。现为民居。 

## 建筑
该庙坐北朝南，中轴线上依次为：
- 山门：面阔一间，石券拱门，两侧各有旁门一个。
- 前殿：三间
  - 东、西配殿：各三间
- 后楼：三间
  - 东、西配殿：各三间
- 西跨院：有殿三间。